# Karel Krohn
Karel Krohn (25. října 1846 Bratkovice – 14. února 1913 Velvary) byl český místní politik. Byl zakladatelem prvního neněmeckého dobrovolného hasičského sboru v Čechách, starosta města Velvary a člen městského zastupitelstva.

## Život
V mládí se vydal na cestu do Německa, kde pobýval ve městech Hamburk a Berlín.
V Hamburku byl svědkem velkého požáru, který kromě profesionálních hasičů pomáhali likvidovat také hasiči dobrovolní. Oceňoval jejich obětavost a obratnost a rozhodl se, že podobný sbor založí také doma. Po svém návratu všem vyprávěl o prožité události, a vzhledem k četnosti požárů v okolí Velvar se mu brzy dostalo povolení. Dne 22. května 1864 byly schváleny stanovy spolku, který se přejmenoval na sbor dobrovolných hasičů. Karel Krohn se stal postupně jeho předsedou, jednatelem i pokladníkem. Nedožil se 50. výročí hasičského sboru, zemřel ve věku 66 let.
Během svého života byl aktivně činný také v městských záležitostech. Byl členem okresního výboru, okresní školní rady, besedy, záložny a spořitelny. V letech 1881 – 1890 byl dokonce starostou města a až do své smrti byl členem městského zastupitelstva. Jeho největší zásluhou je však jednoznačně položení základů mohutné hasičské organizace, které dal do vínku dobrovolnost.
Zemřel 14. února 1913 a byl pohřben na velvarském městském hřbitově.